# Lista de municípios de Rondônia por crescimento nominal do PIB
Listagem decrescente das cidades de Rondônia por crescimento nominal acumulado do Produto Interno Bruto (PIB) no período entre 2010 e 2014, de acordo com dados do IBGE.

## Crescimento Acumulado 2010-2014
| #  | Município                 | Cresc. Acum. % |
| -- | ------------------------- | -------------- |
| 1  | Rio Crespo                | 83,27          |
| 2  | Alto Alegre dos Parecis   | 77,88          |
| 3  | Pimenteiras do Oeste      | 75,19          |
| 4  | Ministro Andreazza        | 75,17          |
| 5  | Campo Novo de Rondônia    | 73,38          |
| 6  | Corumbiara                | 64             |
| 7  | Cabixi                    | 62,38          |
| 8  | Rolim de Moura            | 61,68          |
| 9  | Parecis                   | 61,56          |
| 10 | Espigão d'Oeste           | 59,84          |
| 11 | Costa Marques             | 59,76          |
| 12 | Machadinho d'Oeste        | 58,86          |
| 13 | Pimenta Bueno             | 57,61          |
| 14 | São Francisco do Guaporé  | 57,15          |
| 15 | Alto Paraíso              | 55,01          |
| 16 | Nova Mamoré               | 53,57          |
| 17 | Monte Negro               | 52,81          |
| 18 | Cacaulândia               | 52,06          |
| 19 | Primavera de Rondônia     | 50,71          |
| 20 | Vilhena                   | 49,84          |
| 21 | Castanheiras              | 49,69          |
| 22 | Cerejeiras                | 47,18          |
| 23 | Nova Brasilândia do Oeste | 44,93          |
| 24 | Ji-Paraná                 | 44,7           |
| 25 | Alta Floresta d'Oeste     | 44,64          |
| 26 | Seringueiras              | 44,46          |
| 27 | Ariquemes                 | 44,18          |
| 28 | Teixeirópolis             | 44,17          |
| 29 | Presidente Médici         | 43,3           |
| 30 | Buritis                   | 43,12          |
| 31 | Cacoal                    | 42,93          |
| 32 | Mirante da Serra          | 42,73          |
| 33 | Itapuã do Oeste           | 42,63          |
| 34 | Colorado do Oeste         | 42,51          |
| 35 | Candeias do Jamari        | 42,32          |
| 36 | Jaru                      | 41,89          |
| 37 | Urupá                     | 41,85          |
| 38 | Porto Velho               | 38,66          |
| 39 | Santa Luzia d'Oeste       | 37,56          |
| 40 | Novo Horizonte do Oeste   | 35,61          |
| 41 | São Miguel do Guaporé     | 33,91          |
| 42 | Theobroma                 | 33,23          |
| 43 | Governador Jorge Teixeira | 33,2           |
| 44 | Vale do Paraíso           | 30,78          |
| 45 | Nova União                | 30,54          |
| 46 | Ouro Preto do Oeste       | 27,6           |
| 47 | Alvorada do Oeste         | 27,01          |
| 48 | São Felipe d'Oeste        | 22,74          |
| 49 | Cujubim                   | 18,09          |
| 50 | Vale do Anari             | 15,01          |
| 51 | Chupinguaia               | 13,58          |
| 52 | Guajará-Mirim             | 11,6           |